# Nugsar Aschuba
Nugsar Aschuba (* 2. März 1952 in Guada bei Otschamtschire, Abchasische ASSR, Georgische SSR, Sowjetunion) ist ein abchasischer Politiker.
Nugsar Aschuba schloss 1976 ein Studium am Polytechnischen Lenin-Institut der Georgischen SSR ab. Danach arbeitete er als Ingenieur beim Amt für Fernmeldewesen in Otschamtschira. Zugleich begann er eine politische Karriere in der kommunistischen Jugendorganisation Komsomol, in der er bis 1986 zum Ersten Sekretär des Abchasischen Komsomol aufstieg. Von 1984 bis 1990 war Aschuba Mitglied des Obersten Sowjets der Abchasischen SSR, von 1986 bis 1992 abchasischer Kulturminister. Nach dem Zusammenbruch der Sowjetunion war er zunächst bis 1995 Vorsitzender des Staatlichen Komitees für Repatriierung. Danach betätigte er sich in der Privatwirtschaft, zunächst in Russland und ab 1999 in Abchasien, wo er Direktor der Teefabrik „Belan“ in Gudauta war. 2002 wurde Aschuba in die Volksversammlung und zum Parlamentspräsidenten gewählt. Vom 26. Juli bis 28. August war Aschuba kurzzeitig "Präsident" Abchasiens. Ab Oktober 2013 fungiert er als Sekretär des Sicherheitsrates von Abchasien.